# جائزة فرنسا الكبرى للدراجات النارية 1990
جائزة فرنسا الكبرى للدراجات النارية 1990 هو سباق دراجات نارية أقيم بتاريخ 22 يوليو 1990 في حلبة دي لا سارث. كان الجولة العاشرة من أصل 15 في سباق الجائزة الكبرى للدراجات النارية موسم 1990. فاز الأمريكي كيفن شوانتز بفئة 500 سي سي بينما جاء الأسترالي واين غاردنر في المركز الثاني وحصل على المركز الثالث الأمريكي وين ريني.

## وصلات خارجية
- الموقع الرسمي